# Vittorio Viale
Vittorio Viale (* 2. Juli 1891 in Trino; † 24. Oktober 1977 in Turin) war ein italienischer Kunsthistoriker.
Vom 10. Februar 1930 bis zum 31. Oktober 1965 war er Direktor der Städtischen Museen von Turin.

## Leben und Werk
Er wurde in Trino als Sohn des Notars Carlo geboren und absolvierte zwischen 1901 und 1909 in Casale Monferrato seine Gymnasial- und Hochschulausbildung. Im selben Jahr begann er ein Studium der Archäologie und Kunstgeschichte an der Universität La Sapienza in Rom, das er am 2. Juli 1914 abschloss. Im Oktober desselben Jahres gewann er das Auswahlverfahren für die Archäologische Schule von Rom und Athen, die er danach besuchte.
Nach dem Eintritt Italiens in den Ersten Weltkrieg kämpfte er dreieinhalb Jahre als Ergänzungsoffizier in einer Maschinengewehrkompanie an verschiedenen Fronten. Für seine Tapferkeit in der Schlacht von Nervesa wurde er im Juni 1918 ausgezeichnet. Nach dem Krieg wurde er erst demobilisiert, nachdem er einige Monate lang den Besatzungstruppen in Österreich zugeteilt worden war. Er heiratete am 11. Oktober 1920 Rosita Neuschüler (1893–1980), Tochter des Wiener Augenarztes Massimiliano Neuschüler (†c1941) und Mercedes Genesi (†c1942). Im Jahr 1924 wurde ihre Tochter Mercedes geboren, die später eine bekannte Kunsthistorikerin wurde und 2019 starb.
Zwischen 1919 und 1920 nahm er seine Studien wieder auf, reiste nach Griechenland und Kleinasien, absolvierte die Archäologische Schule von Athen und schloss mit der Studie des Portikus von Eumene ab, die im Jahrbuch der Schule von Athen veröffentlicht wurde.
In der gleichen Zeitschrift veröffentlichte er die Ergebnisse der von ihm zwischen Juli und Oktober 1922 geleiteten italienischen archäologischen Mission in Antalya (Türkei), nahe der Südküste Anatoliens, und im Inneren der anatolischen Halbinsel (antike Regionen Pamphylien und Pisidia).
Nach seiner Rückkehr nach Turin unterrichtete er einige Jahre lang Kunstgeschichte an den Turiner Gymnasien (Alfieri, D’Azeglio, 1923–1925).
Im Jahr 1927 wurde er zum Inspektor der Sovrintendenza alle antichità delle Marche ernannt. Zwischen 1928 und 1929 ordnete und katalogisierte er teilweise die Materialien des Leone-Museums in Vercelli. Von 1931 bis 1952 war er Direktor der beiden Museen von Vercelli, des Leone-Museums und des Borgogna-Museums, deren Sammlungen er ausbaute und neu ordnete und wichtige Ausstellungen in der Stadt organisierte: von Vercelli und seiner Provinz (1939) bis zu den Ausstellungen über Sodoma (1950) und Gaudenzio Ferrari (1956).
Am 10. Februar 1930 wurde er als Nachfolger von Lorenzo Rovere zum Direktor des Museo civico d’arte antica in Turin ernannt. Vittorio Viale sollte fünfunddreißigeinhalb Jahre lang ständiger Direktor der Turiner Museen sein und deren Sammlungen enorm erweitern, die Galleria civica d’arte moderna e contemporanea (GAM – Turin) erneuern und die Medagliere delle Raccolte Numismatiche fast aus dem Nichts aufbauen. In dieser Funktion organisierte er in Turin fast hundert große und international beachtete Ausstellungen, darunter die beiden großen Barockausstellungen von 1937 und 1963 sowie die Ausstellung über die Gotik und Renaissance im Piemont (1938/1939), die Ausstellung der szenografischen Zeichnungen der Gebrüder Galliari (1956), Tanzio da Varallo (1959) und für die zeitgenössische Kunst die Ausstellungen über Marc Chagall (1953), Robert und Sonia Delaunay (1960), Francis Bacon (1962), Giacomo Balla (1963) und Felice Casorati (1964).
In den frühen 1930er Jahren war er zusammen mit dem Architekten Ricci für den Umzug der Sammlung antiker Kunst von ihrem alten Standort in der Via Gaudenzio Ferrari an ihren heutigen Standort im Palazzo Madama verantwortlich. Damals begann er die Zusammenarbeit mit dem Schweizer Mäzen Werner Abegg, der nicht mit Geschenken für das Museum sparte und auch die finanzielle Unterstützung garantierte.
In den folgenden Jahren organisierte Vittorio Viale die Sammlungen nach für die damalige Zeit neuen Kriterien, die später zum Vorbild für andere Museen werden sollten. Die Sammlungen wurden in jenen Jahren stark erweitert, auch dank der wertvollen Zusammenarbeit mit dem bekannten Turiner Antiquar Pietro Accorsi: Unter den Neuerwerbungen stechen besonders das Porträt eines Unbekannten von Antonello da Messina und der Kodex Très belles heures du Duc de Berry mit von Hubert und Jan van Eyck illustrierten Seiten hervor.
Was die zeitgenössische Kunst anbelangt, so baute Viale 1932 den alten Pavillon um, in dem die Galerie für moderne Kunst untergebracht war, ordnete die Sammlungen neu und organisierte eine erste Ausstellung, die Antonio Fontanesi gewidmet war.
Vittorio Viale widmete sich auch wichtigen kunsthistorischen Studien und verfasste von 1935 bis 1937 anlässlich des 200. Todestages von Filippo Juvarra das so genannte Corpus Juvarrianum, zusammen mit Brinckmann, Rovere und später vielen anderen jüngeren Wissenschaftlern, darunter Millon, Carboneri, Mercedes Ferrero Viale und Andreina Griseri.
Die Liste einer kunsthistorischen Studien ist ebenfalls sehr lang: Defendente Ferrari, der Sacro Monte di Varallo, Gaudenzio Ferrari, um nur die bekanntesten zu nennen.
Vittorio Viale war jahrelang Mitglied der Società Piemontese di Archeologia e Belle Arti di Torino (S.P.A.B.A.). Als die S.P.A.B.A. 1935 vom faschistischen Regime gewaltsam aufgelöst und in eine andere Organisation eingegliedert wurde, gründete Viale ein Zentrum für archäologische und künstlerische Studien des Piemonts, das jahrelang die Tradition und die Tätigkeit der Gesellschaft mit zahlreichen Veröffentlichungen, auch in den schwierigen Kriegsjahren, am Leben hielt. 1947 setzte er sich für die Wiedergründung der S.P.A.B.A. ein, deren Präsident er bis 1953 war, und verfasste eine neue Reihe von Publikationen.
In den Kriegsjahren setzte Vittorio Viale alles daran, die Sammlungen der Museen von Turin und Vercelli und Werke anderer Organisationen vor den Luftangriffen zu retten, wobei es ihm gelang, wichtige Kunstwerke zu retten. Nach der Bombardierung wurde er mit seiner Familie für einige Zeit in das Castello di Racconigi evakuiert und musste täglich zwischen der Provinz und Turin hin- und herreisen. Danach lebte er bis zum Ende des Krieges im Palazzo Madama.
Zwischen 1943 und 1944 war er Beauftragter für die Verwaltung des Eigentums der Krone im Piemont und sicherte dessen Gebäude, Sammlungen und Materialien.
In den Jahren 1945/1946 brachte er die Sammlungen der Museen von Turin und Vercelli an ihre Standorte zurück und begann sie neu zu ordnen. In den Jahren 1946/1947 arbeitete er an der Renovierung der schweren Schäden des Palazzo Madama und insbesondere an der Restaurierung der Stuckarbeiten der Juvarra-Treppe. 1947 brachte er einen Teil der Sammlungen moderner und zeitgenössischer Kunst vorübergehend in einigen der renovierten Räume des alten Pavillons im Corso Galileo Ferraris unter, der durch Bombenangriffe teilweise zerstört worden war.
Im Jahr 1949 setzte er sich für den Bau einer neuen Galerie für moderne Kunst ein. Im Jahr 1950 wurde ein Wettbewerb ausgeschrieben, den 1952 die Architekten Carlo Bassi und Goffredo Boschetti gewannen. Zwischen 1954 und 1959 leitete Viale die Arbeiten an der neuen Galerie, die am 31. Oktober 1959 eingeweiht wurde. Die Galleria d’Arte Moderna di Torino wurde zum Vorbild für viele andere Städte: Sie war nicht mehr nur ein Gelegenheitsbehältnis für Gemälde und Skulpturen, sondern ein Gebäude, das speziell für moderne und zeitgenössische Kunst konzipiert wurde, als echtes Studienzentrum, mit einer angegliederten Bibliothek und Fotothek, Konferenz- und Tagungsräumen sowie Räumen für Wechselausstellungen und so weiter.
Von 1951 bis 1965 leitete Vittorio Viale ein Komitee, das italienische und französische Maler zusammenbrachte. 1951 organisierte er die Ausstellung Pittori d’oggi – Francia – Italia (Maler von heute – Frankreich und Italien), der bis 1961 noch sechs weitere folgten.
Zwischen Ende der 1950er und Anfang der 1960er Jahre organisierte er, auch dank seiner Freundschaft mit dem angesehenen Archäologen Professor Giorgio Gullini, eine Reihe von Ausstellungen über die Aktivitäten der Turiner Archäologen im Osten: Kunst von Gandhāra und Zentralasien (1958), Italienische archäologische Aktivitäten in Asien (1960), Afghanistan von der Vorgeschichte bis zum Islam – Meisterwerke aus dem Museum von Kabul (1961), Meisterwerke aus dem Museum von Bagdad (1965) und andere.
Nach seiner Pensionierung im Jahr 1965 beteiligte sich Vittorio Viale weiterhin an Ausstellungen (z. B. die Ausstellung über Filippo Juvarra in Messina 1966), konnte sich aber vor allem ganz seinen kunsthistorischen Studien widmen, wie z. B. dem oben erwähnten Corpus Juvarrianum.
Anfang der 1970er Jahre leitete er die Klasse für Moralwissenschaften der Accademia delle Scienze di Torino, deren Mitglied er am 10. April 1962 wurde.